# Kumerdej
Kumerdej je priimek več znanih Slovencev:
- Blaž Kumerdej (1738—1805), šolnik, razsvetljenec in narodni buditelj
- Mojca Kumerdej (*1964), pisateljica, kulturna publicistka in kritičarka, filozofinja